# Пья Сонгсурадет
Пья Сонгсурадет (1892, Бангкок, Сиам — 1944, Пномпень, Камбоджа) — один из организаторов революции в Сиаме в 1932 году.

## Образование
Пья Сонгсурадет родился в 1892 году. Его настоящее имя — Тхеп Пхантхумсен (тайск.: เทพ พันธุมเสน). В юношестве поступил в Королевскую военную академию Чулачомклао. После окончания военной академии вместе с другими подающими надежды студентами военных учебных заведений был отправлен на учёбу в Германию. В Германии Тхеп Пхантхумсен получал образование в инженерной школе.

## Карьера
Окончив школу в 1915 году, Тхеп Пхантхумсен вернулся в Таиланд. В 1920-е гг. Тхеп занимался проектами, связанными со строительством железных дорог в Таиланде. В 1932 году король Сиама Рама VII Прачатипок даровал Тхепу титул Пья Сонгсурадет. Пья Сонгсурадет был одним из организаторов государственного переворота 1932 года, после которого в Сиаме конституционная монархия сменила абсолютную. После революции 1932 года Пья Сонгсурадет стал одним из важнейших политических деятелей Сиама.
К 1938 году в Сиаме сменилось уже два состава правительства. Первое правительство во главе с Пья Мано просуществовало до июня 1933 года. В период премьерства Пья Пахона (с июня 1933 года) центральную роль в политической жизни Сиама стал играть Пибун Сонгкрам, который после отставки Пья Пахона в декабре 1938 года стал новым премьер-министром страны.

## Мятеж Сонгсурадета
Несмотря на все формальные атрибуты коллегиальности (правительство, Ассамблея, различные конституционные органы власти), Пибун с 1928 года стал единоличным диктатором. Он одновременно занимал должности премьера, министра обороны, министра культуры, министра финансов, председательствовал в различных правительственных комитетах. В начале 1939 года против формирующейся диктатуры неудачно выступил один из организаторов революции 1932 года Пья Сонгсурадет. Это выступление получило название «Мятеж Сонгсурадета». Ещё в 1938 году он как активный противник диктатуры получил от Пибуна запрет на политическую деятельность сроком на пять лет. С целью отдалить его от столицы Пибун назначил его командующим военным училищем в северной провинции Сиама Чиангмай.
29 января 1939 года под видом проведения учений Пья Сонгсурадет мобилизовал личный состав училища и направил правительству в Бангкок требование вернуться к нормам Конституции 1932 года. В ответ он получил приказ о своей отставке с должности командира училища, о воинском разжаловании и лишении воинских наград. Ему предписывалось явиться в Бангкок и предстать перед следственной комиссией по подозрению в монархическом заговоре. Понимая, что предстоит расправа, Сонгсурадет бежал в Камбоджу. Пибун Сонгкрам начал аресты и репрессии. Он арестовал практически всех политически значимых оппонентов.
Был сформирован Особый Трибунал — организация, которая должна была в ускоренном порядке рассматривать дела без участия адвокатов и без допросов свидетелей выносить приговоры без права обжалования. По делу были арестованы видные деятели государства и члены королевской династии. Многие были высланы из страны.

## Ссылка
Пья Сонгсурадет после вынужденного изгнания жил в Пномпене и влачил нищенское существование, торгуя на улице самодельными сладостями, пока в 1944 году не умер от нищеты и голода, не дожив до реабилитации несколько недель (после свержения Пибуна в 1944 новый премьер-министр демократ Куанг Апайвонг освободил из тюрьмы и реабилитировал осужденных по делу о монархическом заговоре).